# Paolo Mosca
Paolo Mosca (Pallanza, 20 ottobre 1943 – Morlupo, 30 novembre 2014) è stato un giornalista, scrittore, cantautore, poeta, autore televisivo, conduttore televisivo, regista teatrale e drammaturgo italiano.

## Biografia
Ultimogenito del maestro elementare nonché giornalista, scrittore e vignettista Giovanni Mosca (1908-1983) e della maestra elementare Teresa Caracciolo (1909-2000), e fratello minore del giornalista Benedetto, del designer Antonello e del giornalista Maurizio (1940-2010), Paolo Mosca nasce nella foresteria di una villa di Pallanza, sulla sponda piemontese del Lago Maggiore; la madre, incinta, vi era sfollata da Milano con i suoi tre figli, mentre il padre era stato incarcerato dalla R.S.I.
Da ragazzo scrive delle poesie, che poi musica e canta al pianoforte. In seguito studia Scienze politiche, frequenta l'Accademia del Piccolo Teatro di Milano, e incomincia a esibirsi come cantante. Dotato di una voce molto ferma e potente partecipa al Cantagiro 1964 con La voglia dell'estate, canzone da lui scritta ed eseguita con cui vince il girone B della manifestazione; sempre nel 1964 partecipa al Festival delle Rose con Il the.
L'anno successivo, dopo aver cambiato casa discografica ed esser passato alla Dischi Ricordi, partecipa al Cantagiro 1965 con Io ritorno a casa mia. Abbandona poi il mondo della musica e si dedica negli anni successivi al giornalismo e alla scrittura, divenendo redattore e inviato. Da Nicoletta Mondadori, figlia di Alberto Mondadori, nel 1971 ha il figlio Arnoldo Mosca Mondadori. È poi direttore di periodici nazionali, tra cui Novella 2000, Playboy Italia e La Domenica del Corriere, e pubblicando numerosi libri di narrativa, saggistica e poesia che trattano di emozioni e sentimenti. Parallelamente dirige e talvolta scrive varie commedie teatrali tra cui: Il grande bluff (dirige Carlo Dapporto e Antonella Steni), Hai mai provato nell'acqua calda? (da lui anche scritta, con Walter Chiari e Ivana Monti) e La luna sotto le scale (da lui anche scritta, con Piero Mazzarella).
Ideatore, conduttore e autore televisivo negli anni ottanta di varie trasmissioni tra cui i varietà Il cappello sulle ventitré, in onda su RAI2 e Rosso di sera, in onda su Telereporter, diviene direttore artistico di Telemontepenice e Pan TV, opinionista di RAI Notte e conduttore di una rubrica settimanale di interviste all’interno di Unomattina. Dirige anche i periodici Eva Express e Onda Tv, e nel 1995 si trasferisce a Roma per dirigere Vip; dal 2001 collabora con il quotidiano romano Il Messaggero.
Nel 2007 dirige al Teatro Oscar di Milano la commedia di Indro Montanelli Il petto e la coscia; Nell'ottobre 2008 viene colpito da un grave ictus che lo immobilizza; aggravatosi, nell'aprile 2014 si trasferisce nella residenza assistenziale Flaminia di Morlupo, dove muore il 30 novembre. Dopo il funerale romano del 2 dicembre, la salma viene cremata e le ceneri portate al cimitero monumentale di Milano, in una celletta.

## Discografia parziale

### Singoli
- 1962: In un vicolo/Stanotte sul mare (Fonit, SP 31039)
- 1964: La voglia dell'estate/Va bene hai vinto!! (Lord, LRN 118)
- 1964: Il the/L'innamorato poverissimo (Lord, LRN 120)
- 1965: La lascio a te/Resta così (Lord, LRN 126)
- 1965: Io ritorno a casa mia/Perché sei legata a me (Dischi Ricordi, SRL 10.388)

## Pubblicazioni

### Romanzi
- Memorie d'un neonato, L'Alfiere Editrice - Collana "I Satiri" (1971)[17]
- Il mitomane, SugarCo Edizioni (1972)
- Il biondo, Rizzoli (1978)
- I vergini, Rizzoli (1980)
- Concerto di sensi, Rizzoli (1983)
- La città respira, Rizzoli (1984)[18]
- Tra colori di rabbia e di passione, Rizzoli (1985)
- Vivi tu x me, Sperling & Kupfer (2007)

### Poesia
- Il mantello di jeans, Renzo Cortina (1979), poesie (Premio Levanto - opera prima)[19]
- Soffio o uragano?, Guida (2002)[19]
- Qui finisce la Terra, CreateSpace Independent Publishing Platform / ebook (2014)

### Interviste
- Caro Vip, SugarCo Edizioni (1973)
- Sotto la Pelle, Rizzoli (1980)
- Parole preziose, Frassinelli (2001)[17]

### Saggi
- Il ben d'amore, Mursia (1992)
- Lifting al cuore, Rusconi (1993)
- Dammi la mano. Parlare insieme della vita è già felicità, Sperling & Kupfer (1994)
- Stati d'anima, Sperling & Kupfer (1995)
- C'è una farfalla dentro di noi, Sperling & Kupfer (1996)
- Beata incoscienza, Sperling & Kupfer (1997)
- La rosa dei sentimenti, Sperling & Kupfer (1998)
- Un gabbiano nel 2000, Sperling & Kupfer (1999)
- Il sale della vita, Sperling & Kupfer (2000)
- Un mondo in amore, Sperling & Kupfer (2003)
- Il nuovo senso della vita, Sperling & Kupfer (2004)
- Lettera al Papa, Sperling & Kupfer (2005)
- Il terzo elemento dell'amore, Sperling & Kupfer (2006)
- Il Ciabattino del Papa e altre storie, San Paolo (2009)

## Televisione
- Il cappello sulle ventitré - Rai 2
- Rosso di sera - Telereporter
- Rai Notte - opinionista
- Unomattina - conduttore di una rubrica settimanale
- Direttore artistico di Telemontepenice e Pan TV

## Teatrografia

### Regista
- Il grande Bluff (1965)
- 1968 dopo Cristo (1968)[20]
- Diapason, antiblues per un negro (1971)
- Israele 20 (1973)
- Hai mai provato con l'acqua calda? (1979)
- La luna sotto le scale (1982)
- Il petto e la coscia (2006)